# Zatîșșea, Huleaipole
Zatîșșea (în ucraineană Затишшя) este un sat în orașul raional Huleaipole din raionul Huleaipole, regiunea Zaporijjea, Ucraina.

## Demografie
Componența lingvistică a localității Zatîșșea
     Ucraineană (94,25%)
     Rusă (5,75%)
Conform recensământului din 2001, majoritatea populației localității Zatîșșea era vorbitoare de ucraineană (94,25%), existând în minoritate și vorbitori de rusă (5,75%).